# 270 (عدد)
270 هو عدد صحيح  طبيعي بين 269 و271

## في الرياضيات

### خصائص
- 270 عدد زوجي
- 270 عدد زائد
- 270 عدد مضلعي (91 أضلاع-...)